# Mifflin (Ohio)
Pour les articles homonymes, voir Mifflin.
Mifflin est un village américain situé dans le comté d'Ashland, dans l’Ohio. Selon le recensement de 2010, sa population est de 137 habitants.